# 긴눙가가프
긴눙가가프(고대 노르드어: Ginnungagap→하품하는 심연)는 노르드 신화의 태고의 공허이다. 《신 에다》 중 〈길피의 속임수〉에서 언급된다.

## 출전
긴눙가가프는 〈길피의 속임수〉에서 다음과 같이 언급된다.
긴눙가가프, 하품하는 심연 … 그 북쪽은 무기력과 얼음, 서리의 덩어리가 가득했고, 그 안에는 비와 돌풍이 부슬거렸다. 한편 하품하는 심연의 남쪽은 무스펠헤임에서 튀어나온 불꽃과 번쩍이는 덩어리로 밝혀졌다.

긴눙가가프의 북쪽에는 니플헤임의 극한(極寒)이, 남쪽에는 무스펠스헤임의 극열(極熱)이 놓여 있었다. 그리고 극한과 극열이 긴눙가가프 한가운데에서 만나 창세가 시작된다.

## 해석
15세기 초 스칸디나비아의 지도제작자들은 긴눙가가프의 위치를 비정하거나 긴눙가가프의 유래가 된 실제 지형을 밝혀내려고 시도했다. 15세기에 쓰여진 고대 노르드어 백과사전 《소전서》(Gripla 그리플라)는 긴눙가가프가 그린란드와 빈란드 사이에 위치했다고 적고 있다.
그 뒤 17세기 아이슬란드의 주교 구드브란두르 토를라크손(Guðbrandur Thorlaksson)도 좁은 수역을 가리키는 말로 긴눙가가프 라는 말을 사용했는데, 아마 그린란드 남단과 배핀섬 사이의 데이비스 해협을 가리킨 것으로 추측된다.

## 같이 보기
- 무저갱
- 카오스
- 거시공동

## 참고 자료
- Dillmann, F. X. (1998). "Ginnungagap" in: Beck, H., Steuer, H. & Timpe, D. (Eds.) Reallexikon der germanischen Altertumskunde, Volume 12. Berlin: de Gruyter. ISBN 3-11-016227-X.
- de Vries, Jan (1977). 《Altnordisches etymologisches Wörterbuch》. Leiden: Brill.
- Simek, Rudolf (1995). 《Lexicon der germanischen Mythology》. Stuttgart: Alfred Kröner. ISBN 3-520-36802-1.